# Bad Zurzach
Bad Zurzach (hist. Tenedo, do 1 grudnia 2006 Zurzach) – miejscowość uzdrowiskowa w gminie Zurzach w Szwajcarii, w kantonie Argowia, w okręgu Zurzach. Do 31 grudnia 2021 gmina (niem. Einwohnergemeinde). Leży nad Renem, u podnóża Schwarzwaldu.
Znana ze źródeł termalnych odkrytych w 1914 roku i ich właściwości leczniczych oraz pielgrzymek do grobu św. Wereny (w kościele Verenakirche).